# 2016年リオデジャネイロオリンピックのアーチェリー競技
2016年リオデジャネイロオリンピックのアーチェリー競技（2016ねんリオデジャネイロオリンピックのアーチェリーきょうぎ）は、2016年8月5日から8月12日に開催されたオリンピックアーチェリー競技である。世界アーチェリー連盟（WA）管轄。

## 概要
前回大会同様、男女個人戦・団体戦の4種目が実施された。2016年8月5日から12日までサンボードロモ・ダ・マルケス・ジ・サプカイで開催。男女個人戦は64名、団体戦は12カ国が出場する。個人戦には団体戦の出場国からは3名、非出場国（28カ国）からは1名のみ出場可能。
団体戦の出場枠は開催国・ブラジルの他、2015年アーチェリー世界選手権（コペンハーゲン）の上位8カ国と2016年6月の世界最終予選（ワールドカップ第3戦（アンタルヤ）に合わせて実施される）の上位3カ国が獲得する。団体戦非出場国からの個人戦の出場枠は世界選手権、各大陸予選、世界最終予選により決定される。
日本勢は、2015年世界選手権の結果により、女子団体戦（及び個人戦3枠）と男子個人戦1枠の出場権を獲得した。川中香緖里、永峰沙織、林勇気の3名が女子団体戦と女子個人戦に、古川高晴が男子個人戦にそれぞれ出場し、古川はランキングラウンドで7位、本戦でもベスト8の成績を収めた。

## 競技日程
時間はブラジル時間（UTC-3）
- 8月5日　9時～：男女個人ランキングラウンド
- 8月6日　9時～：男子団体決勝
- 8月7日　9時～：女子団体決勝
- 8月8日～10日　9時～：男女個人1回戦～2回戦
- 8月11日　9時～：女子個人3回戦～決勝
- 8月12日　9時～：男子個人3回戦～決勝

## 競技結果
個人戦、団体戦ともにランキングラウンド（72射）の成績により、本戦の組み合わせを決定する。（団体戦の上位4チームは準々決勝から登場する）
本戦では、前回から導入されたセットポイント制（1セット毎に合計得点が多い方に2ポイント、同点の場合は両者に1ポイント）により対戦する。個人戦は1セット3射ずつ（最大5セット）で行われ、6ポイント先取で勝利する。団体戦は1セットで3人が2射ずつ行い（最大4セット）、5ポイント先取で勝利する。セットポイントが個人戦で5-5、団体戦で4-4と並んだ場合は、タイブレークとして1人1射ずつ行い、より中央に近い矢を放った方が勝利する。
| 種目     | 1位                                           | 2位                                                                               | 3位                                                                       |
| -------- | --------------------------------------------- | --------------------------------------------------------------------------------- | ------------------------------------------------------------------------- |
| 男子個人 | ク・ボンチャン 韓国 (KOR)                     | ジャン＝シャルル・ヴァラドン フランス (FRA)                                       | ブレイディ・エリソン アメリカ合衆国 (USA)                                 |
| 女子個人 | 張恵珍 韓国 (KOR)                             | リーザ・ウンルー ドイツ (GER)                                                     | 奇甫倍 韓国 (KOR)                                                         |
| 男子団体 | 韓国 (KOR) ク・ボンチャン イ・スンユン 金優鎮 | アメリカ合衆国 (USA) ブレイディ・エリソン ザック・ガレット ジェーク・カミンスキー | オーストラリア (AUS) アレック・ポッツ ライアン・タイアク テイラー・ワース |
| 女子団体 | 韓国 (KOR) 張恵珍 崔美善 奇甫倍               | ロシア (RUS) トゥヤナ・ダシドルジエヴァ キセニア・ペロヴァ インナ・ステパノワ     | チャイニーズタイペイ (TPE) 雷千瑩 林詩嘉 譚雅婷                           |

## 国・地域別のメダル獲得数
| 順   | 国・地域                   | 金 | 銀 | 銅 | 計 |
| ---- | -------------------------- | -- | -- | -- | -- |
| 1    | 韓国 (KOR)                 | 4  | 0  | 1  | 5  |
| 2    | アメリカ合衆国 (USA)       | 0  | 1  | 1  | 2  |
| 3    | ドイツ (GER)               | 0  | 1  | 0  | 1  |
| 3    | フランス (FRA)             | 0  | 1  | 0  | 1  |
| 3    | ロシア (RUS)               | 0  | 1  | 0  | 1  |
| 6    | オーストラリア (AUS)       | 0  | 0  | 1  | 1  |
| 6    | チャイニーズタイペイ (TPE) | 0  | 0  | 1  | 1  |
| 合計 | 合計                       | 4  | 4  | 4  | 12 |